# Maschalocarpus
Maschalocarpus là một chi rêu trong họ Pterigynandraceae.